# SVT Barn
SVT Barn je denní dětský televizní kanál švédské televize (Sveriges Television). V nočních hodinách (každý den přibližně od 20:00) se střídá na vysílacích frekvencích s kanálem SVT24.

## Historie
Stanice byla pod názvem Barnkanalen (doslova Dětský kanál) spuštěna 23. prosince 2002. Švédská televize (Sveriges Television) stanici spustila hlavně se záměrem konkurovat komerčním dětským televizím (např. Nickelodeon, Disney Channel, Cartoon Network a Boomerang) tím, že bude dostupná zdarma a už v základní nabídce všech hlavních distributorů televizního vysílání. Stanice vysílala v prvních letech od spuštění ve všední dny od 6:30 do 18:00, o víkendech vyplňovaly program stanice jen sportovní přenosy s tím, že si mezi květnem a srpnem brala „letní prázdniny“ (v létě nevysílala). 6. prosince 2003 začalo vysílání dětského obsahu i o víkendech mezi 7:00 a 18:00. V roce 2004 začal kanál vysílat celoročně. Stanice ze začátku cílila pouze na děti předškolního a nižšího školního věku, později se však postupně začala zaměřovat na děti a mládež všech věkových kategorií.
V roce 2008 byl na stanici přesunut veškerý dětský obsah ze všech stanic, například pořad Bolibompa, který se od začátku vysílal jen na SVT1. Stanice se přejmenovala z původního Barnkanalen na SVT B (stejnou značku však používala neoficiálně už dříve). Od 18. ledna 2010 vysílá stanice denně od 5:30 do 20:00, v noci se střídá se stanicí SVT 24 (do té doby se stejným způsobem střídala s Kunskapskanalenem, který však od tohoto data vysílá celodenně na vlastním kanálu). V roce 2012 se stanice vrátila k původnímu názvu. Od 5. ledna 2015 stanice dále prodloužila vysílací dobu od 5:00 do 21:00, 16. srpna 2018 se však vrátila k původnímu konci vysílání ve 20:00. V roce 2019 byla přejmenována na současný jednodušší název SVT Barn.
Stanice vysílá kromě vlastní produkce dětského obsahu od SVT především známou světovou produkci (např. Mickey Mouse, Kačer Donald, Bořek stavitel nebo Máša a medvěd).

## Loga

Logo z let 2008 až 2012
Logo z let 2012 až 2019
Současné logo z roku 2019